# جزیره بئاتا
جزیره بئاتا (اسپانیایی: Isla Beata‎) یک جزیره در جنوب غربی کشور جمهوری دومینیکن در دریای کارائیب است.
مساحت این جزیره ۲۷ کیلومتر مربع می‌باشد و جزئی از استان پدرنالس محسوب میشود.